# Гуалегуайчу
Гуалегуайчу́ (исп. Gualeguaychú) — город и муниципалитет в департаменте Гуалегуайчу провинции Энтре-Риос (Аргентина), административный центр департамента.

## История
В 1750 году испанская военная экспедиция убила в Ла-Матанса большое число индейцев, после чего эти места начали заселять переселенцы из Европы. В 1779 году их посетил епископ Буэнос-Айреса Себастьян Мальвар-и-Пинто, и по возвращении проинформировал вице-короля об опасной ситуации: мелкие землевладельцы разбросаны по территории, и не способны защитить себя в случае португальского вторжения. В 1782 году вице-король Хуан Хосе Вертис-и-Сальседо приказал драгунскому сержант-майору Томасу де Рокамора сорганизовать разрозненных поселенцев в этом регионе в города, чтобы упрочить испанское присутствие. В 1783 году Рокамора, прибыв в эти места, обнаружил, что посёлок вокруг часовни стоит в низком затопляемом месте и окружён лугами, и перенёс его дальше на север. Основанное им на реке Гуалегуайчу поселение получило название Вилья-Сан-Хосе-де-Гуалегуайчу.
Городок развивался медленно. В первой половине XIX века, в эпоху гражданских войн, он не раз оказывался на пути крупных армий, пересекавших реку (так, в 1845 году он был разграблен солдатами Джузеппе Гарибальди). В 1849 году в нём проживало 2842 жителя в 523 домах, и в 1851 году он получил статус города (сьюдад).
В 1863 году был сооружён причал, что облегчило коммуникации по реке в эпоху, когда наземные пути сообщения были плохо развиты. Во второй половине XIX века сюда прибыло большое количество иммигрантов из Европы. В 1914 году здесь уже проживало 18 тысяч человек. В 1934 году был образован муниципалитет.
В 1976 году был открыт для движения Мост Либертадор-Хенераль-Сан-Мартин, соединивший Аргентину с Уругваем.

## Туризм
Гуалегуайчу ― один из туристических городов, расположенных ближе всего к городским конгломератам в провинциях Буэнос-Айрес и Санта-Фе, и один из самых посещаемых иностранными туристами аргентинских городов. В летние месяцы наблюдается большой приток туристов, достигающий 400 000 человек, в основном из федеральной столицы и провинции Буэнос-Айрес, но в последнее время также наблюдается увеличение числа туристов из провинций Санта-Фе и Кордова, привлеченных "Карнавалом страны" и городскими пляжами.
Новый автовокзал расположен на крайнем юго-западе города. Многочисленные службы пассажирского транспорта обеспечивают транспортное сообщение с различными уголками страны и за рубежом.

## Транспорт
Город обслуживается аэропортом Гуалегуайчу.

## Карнавал

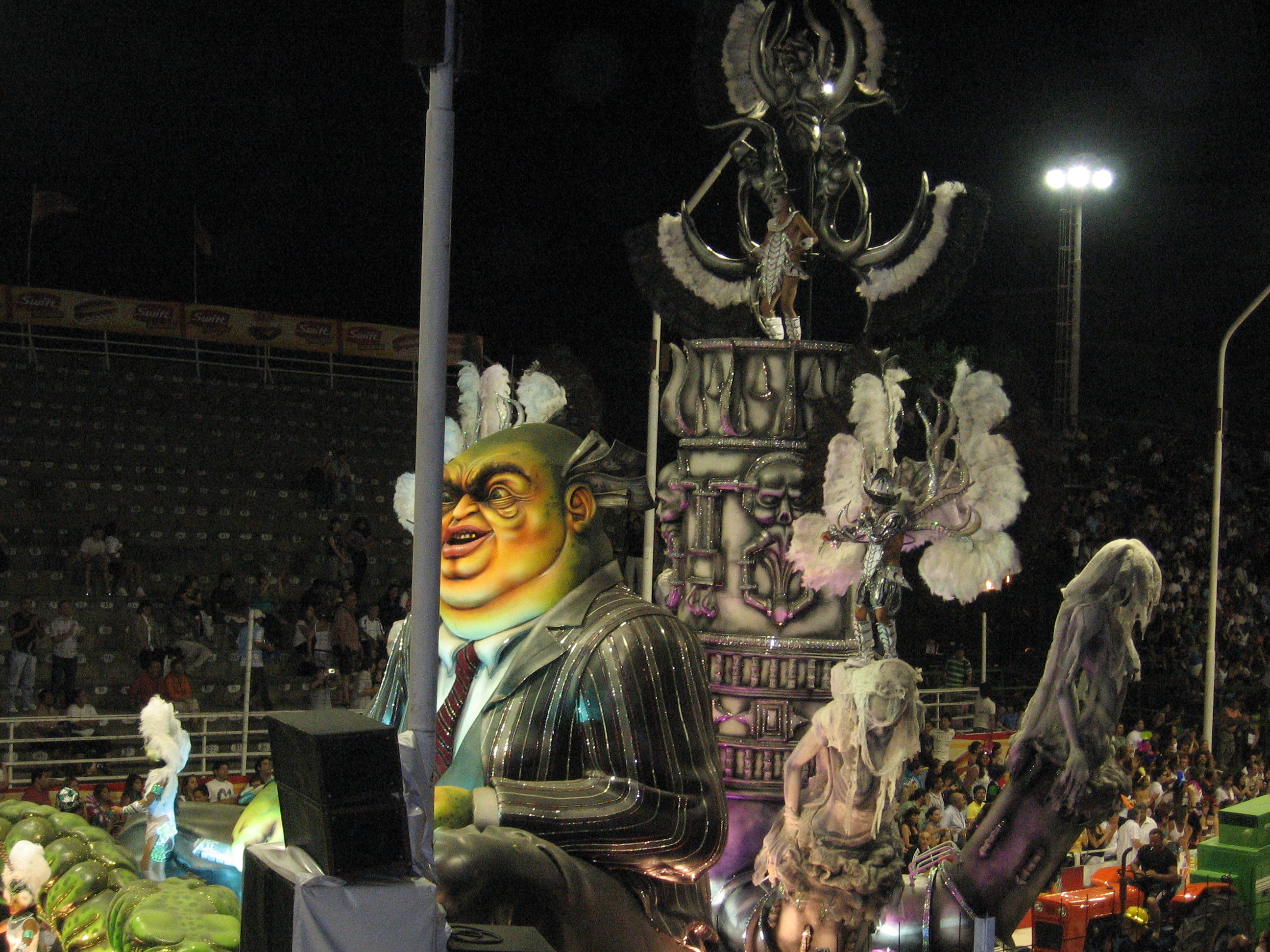
Карнавал в 2010 году

Сельский карнавал ― парад аттракционов, который проводится на корсодроме (специально оборудованном для этого месте) каждую субботу января, февраля и 1-ю субботу марта. Каждый вечер его посещают около 40 000 человек. На карнавале есть пять компарсов (групп людей, представляющих клуб или общественный центр), которые называются Мари–Мари, Папелитос, Ара-Йеви, Камар и О'Бахия. Они соревнуются друг с другом за приз, который составляет 31% от суммы, вырученной за билеты, однако в каждом году участвуют только три из них. На каждую тратится около 350 000 долларов США. В 2011 году победительницей стала Мари–Мари с темой «Фобо».

## Климат
Погода в большинстве районов Энтре-Риоса теплая, но в зимние месяцы может быть около 0 °C. Летние температуры могут достигать 35 ° C и выше. Среднегодовое количество осадков составляет около 1200 мм, а среднегодовая влажность воздуха ― 75%. Гуалегуайчу является рекордсменом по количеству осадков за один день среди аргентинских городов, когда выпало 359,4 миллиметра (14 дюймов) осадков.

## Знаменитые уроженцы
- Факундо Эрпен (род.1983) — футболист.